# Daniel Bouckaert
Pour les articles homonymes, voir Bouckaert.
Daniel Ephrem Bouckaert, né le 17 mai 1894 et mort le 26 décembre 1965, est un cavalier belge de voltige.

## Carrière
Daniel Bouckaert participe aux Jeux olympiques d'été de 1920 à Anvers : il remporte deux médailles d'or en voltige individuelle et par équipe.